# یورگن گشکه
یورگن گشکه (انگلیسی: Jürgen Geschke؛ زادهٔ ۷ ژوئیهٔ ۱۹۴۳) دوچرخه‌سوار اهل آلمان است.
وی در مسابقات کشوری و بین‌المللی در مجموع برندهٔ ۳ مدال طلا، ۲ مدال نقره، ۲ مدال برنز شده‌است.